# Soturnia
Soturnia é um gênero de Procolophonidae. Com somente uma espécie o Saturnia caliodon e foi descoberto em 2003, no município de Faxinal do Soturno, Brasil. Foi encontrado na Formação Caturrita. Viveu aproximadamente a 210 milhões de anos. Seus parentes mais próximos são os leptopleuroninae. Possuíam uma dentição bastante reduzida. Mandíbulas fortes, fenestras orbitotemporais muito alongadas e crânio com vários chifres. O tórax era robusto. Provavelmente eram herbívoros.